# 秀灵路站
秀灵路站是南宁轨道交通5号线的地铁车站，位于中华人民共和国广西壮族自治区南宁市西乡塘区明秀西路和秀灵路交叉口，于2021年12月16日开通。

## 车站结构
秀灵路站位于明秀西路和秀灵路交叉口，沿明秀西路设置，呈东西走向，为地下两层岛式站台车站，车站长210米，车站地下一层为站厅层，地下二层为站台层，站台设置全高站台门。
| 地面              | 出入口 | A、B、C、D出入口                                                                                                  |
| 地下一层          | 站厅   | 客服中心、自动售票机、验票机                                                                                      |
| 地下二层          | 站台   | \| \| \| █ 5号线往国凯大道（广西大学） \| \| 島式 · 開左邊车门 \| \| \| \| \| \| █ 5号线往金桥客运站（明秀路） \| |
|                   |        | █ 5号线往国凯大道（广西大学）                                                                                     |
| 島式 · 開左邊车门 |        | |
|                   |        | █ 5号线往金桥客运站（明秀路）                                                                                     |

## 出入口
秀灵路站共有4个出入口，各出口及周围设施如下所示：
| 编号                | 出入口信息 | 照片 | 无障碍设施 |
| ------------------- | --- | ---- | ---------- |
| A · 出口            | 秀灵路，广西工业职业技术学院，广西财经学院，友爱农贸市场，秀灵南社区卫生服务中心                                   |      | 不適用     |
| B · 出口 · （设有） | 明秀西路，沈阳路，南铁二街，南宁市锦华小学，南宁市第八人民医院                                                     |      |            |
| C · 出口            | 秀灵路，南宁市第三十七中学，广西出版印刷物资有限公司，西乡塘教育局                                                 |      | 不適用     |
| D · 出口            | 明秀西路，明秀路北二巷，明秀路北三巷，南宁市第八中学，南宁市第六人民医院，秀灵大厦，中国邮政储蓄银行（秀灵路支行） |      | 不適用     |
| 图例： 设有         | |      |            |

## 接驳交通

### 公交车
- 秀灵明秀路口：31路，71路，218路，B14路，B803路
- 明秀秀灵路口：602路，B14路，B803路
- 秀灵西一里路口：31路，71路，218路，B14路，B803路

## 车站历史
本站工程名与正式站名均为秀灵路站，以车站横跨的秀灵路命名。
- 2019年1月15日，车站主体结构封顶[3]。
- 2021年12月16日，车站随5号线一期通车开通[1]。